# NGC 6911
NGC 6911 est une galaxie spirale barrée située dans la constellation du Dragon. Sa vitesse par rapport au fond diffus cosmologique est de 2 339 ± 11 km/s, ce qui correspond à une distance de Hubble de 34,5 ± 2,4 Mpc (∼113 millions d'al). NGC 6911 a été découverte par l'astronome américain Lewis Swift en 1885.
La classe de luminosité de NGC 6911 est II et elle présente une large raie HI. Selon la base de données Simbad, NGC 6911 est une galaxie à noyau actif.
En raison d'une brillance de surface égale à 14,98 mag/am2, on peut qualifier NGC 6911 de galaxie à faible brillance de surface (LSB en anglais pour low surface brightness). Les galaxies LSB sont des galaxies diffuses (D) avec une brillance de surface inférieure de moins d'une magnitude à celle du ciel nocturne ambiant.
À ce jour, huit mesures non basées sur le décalage vers le rouge (redshift) donnent une distance de 31,700 ± 1,577 Mpc (∼103 millions d'al), ce qui est à l'intérieur des valeurs de la distance de Hubble.